# Samuel Gridley Howe

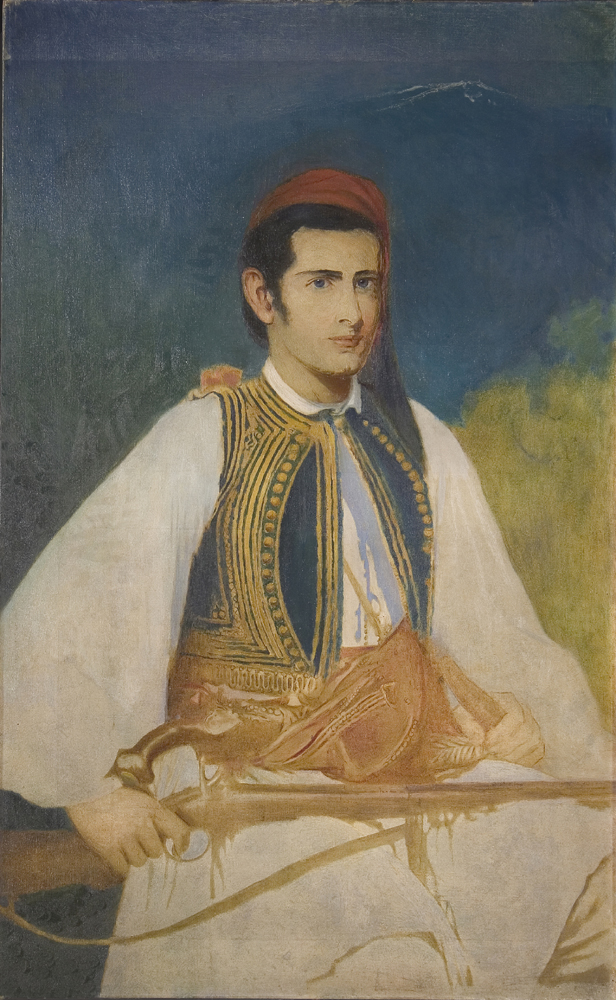
Samuel Gridley Howe (1801-1876) con el traje de soldado griego, por John Elliot c. 1876.

Samuel Gridley Howe (Boston, 10 de noviembre de 1801 - Massachusetts, 9 de enero de 1876) fue un médico y filántropo estadounidense. Participó en la Guerra de independencia de Grecia entre 1825 y 1827.

## Biografía
Tras sus estudios de Medicina en la Escuela de Medicina Harvard, abandonó su país en 1824 para comprometerse como cirujano en la Guerra de independencia de Grecia. En 1825, llegó a participar en operaciones contra Ibrahim bajá, en Creta, después de embarcarse en el navío Kartéria de Hastings. A partir de 1827 abandona las actividades militares para dedicarse a la medicina y la organización del reparto de alimentos y de ropa enviada desde Estados Unidos.
Howe fue un Antiesclavista convencido de la primera hornada, y fue conocido por haber formado parte del Comité Secreto de los Seis, compuesto por Thomas Wentworth Higginson, Samuel Gridley Howe, Theodore Parker, Franklin Benjamin Sanborn, Gerrit Smith y George Luther Stearns y Frederick Douglass, que entre otras acciones proporcionaron fondos para la lucha armada del abolicionista John Brown. Howe, junto a los otros cinco hombres, se habían unido a la causa abolicionista mucho antes de su reunión con John Brown y estaban convencidos de que la esclavitud en los Estados Unidos no desaparecería sin luchar.
Está enterrado en el cementerio de Mount Auburn de Cambridge, Massachusetts. (p116)